# A6 (motorväg, Luxemburg)
A6 är en motorväg i Luxemburg som utgår från Belgien till huvudstaden Luxemburg.